# Hermann Hesse
Hermann Karl Hesse; psevdonim Emil Sinclair (rojen 2. julija 1877 v Calwu, Kraljevina Württemberg, Nemško cesarstvo; umrl 9. avgusta 1962 v Montagnoli, kanton Tessin, Švica), je bil nemško-švicarski pisatelj, pesnik in slikar. Širšo prepoznavnost je dosegel z deli kot so Siddharta in Stepni volk (nem. Steppenwolf) ter s svojimi pesmimi, denimo Stopnje (nem. Stufen). Leta 1946 je prejel Nobelovo nagrado za literaturo. 
Hesse je bil kot sin misijonarske hčere iz Württemberga in misijonarja, ki je bil baltski Nemec, po rojstvu državljan Ruskega carstva. Od 1883 do 1890 in ponovno od 1924 dalje je imel državljansko pravico Švice, v vmesnem času pa je posedoval državljanstvo Kraljestva Württemberg.

## Življenje

### Otroštvo in mladost (1877-1895)

#### Hiša staršev
Hesse je izviral iz družine evangeličanskih misijonarjev in je odraščal v zaščitenem in intelektualnem družinskem ozračju. Oba starša sta bila po naročilu Evangelijske misijonske družbe Basel dejavna v Indiji, kjer je bila Hessejeva mati, württemberžanka Marie Gundert (1842-1902) tudi rojena. Njegov oče Johannes Hesse (1847-1916), sin okrožnega zdravnika in državnega svetnika ter vnuk trgovca, ki se je preselil iz Lübecka v Estonijo, je živel v estonskem mestecu Paide (nem. Weissenstein) v takratnem Ruskem carstvu; s tem je bil tudi Hermann od rojstva dalje ruski državljan. Johannes Hesse je bil v Calwu od leta 1873 dalje sodelavec Calwske založniške družbe (nem. Calwer Verlagsverein). Le-tej je predsedoval njegov tast Hermann Gundert (1814-1892), kateremu je v letih 1893-1905 tudi sam sledil kot predsednik in vodja založbe.

Hermann Hesse je imel osem bratov in sester, od katerih so trije umrli že v detinstvu. Odraščal je z obema več let starejšima polbratoma Theodorjem Isenbergom in Karlom Isenbergom, ki sta bila otroka njegove matere in njenega pokojnega soproga Charlesa Isenberga. Ostali trije, ki so bili njegovi pravi bratje in sestre, so se imenovali Adele, Marulla in Hans Hesse. Hermann Hesse je bil otrok z zelo bujno domišljijo in izrazitim temperamentom. Njegov talent je že zgodaj postal opazen: ni mu manjkalo pesniških idej in risal je čudovite slike. Tako je zapisala njegova mati 2. avgusta 1881 v nekem pismu, naslovljenem na njegovega očeta Johannesa Hesseja: 
»[…] deček ima življenje, orjaško moč, mogočno voljo in neko vrsto docela osupljivega razuma za njegova štiri leta. Kam to hoče iti? Pošteno mi izčrpava življenje to notranje bojevanje proti njegovemu visokemu tiranskemu duhu, njegovim strastnim viharjem in navalom […]  

Bog mora ta ponosni um vzeti v roke, potem bo nekaj plemenitega in sijajnega iz tega, toda mrazi me ob misli, kaj bi iz tega mladega, strastnega človeka ob napačni ali šibki vzgoji lahko nastalo.« 
Svet, v katerem je Hermann Hesse preživel prva leta, je bil po eni strani zaznamovan z duhom švabskega pietizma. Po drugi strani sta bila njegovo otroštvo in mladost zaznamovana z očetovim baltstvom, kar je Hermann Hesse označil kot »pomembno in učinkujoče dejstvo«. Tako je bil oče v Württembergu kot v Švici neprilagojen tujec, ki ni nikjer pognal korenin in je deloval »vedno kot zelo vljuden, zelo tuj in osamljen, malo razumljeni gost«. Poleg tega je tudi družina po materini strani pripadala v veliki meri internacionalni skupnosti misijonarjev in njegova, iz te rodovne veje izvirajoča babica Julie Gundert, rojena Dubois (1809-1885) je kot francosko govoreča Švicarka prav tako celo življenje ostala tujka v švabskem malomeščanskem svetu.
Doživetja in pripetljaje iz njegovega otroštva in mladosti v Calwu, ozračje in pustolovščine na reki, most, kapelo, tesno eno ob drugi ležeče hiše, skrite kotičke in vogale kot tudi prebivalce z vsemi njihovimi prikupnimi posebnostmi ali čudaštvi je Hesse popisal v svojih zgodnejših gerbersauških povestih. Gerbersau je pesniško krajevno ime, ki si ga je Hesse izmislil kot psevdonim za mestece Calw; v nemščini Gerber pomeni strojar, namreč za časa Hessejeve mladosti je atmosfero mesteca še vedno močno določal starodaven strojarski ceh.
Protiutež k pietizmu, ki pa je delovala bolj od znotraj, je bil svet Estonije, ki je vedno znova vzplameneval v pripovedih očeta Johannesa Hesseja. »Nadvse veder, pri vsej krščanskosti zelo z življenjsko radostjo navdan svet […] ničesar si nismo želeli bolj goreče kot da bi enkrat to Estonijo tudi videli […] kjer je bilo življenje tako rajsko, pisano in veselo.«
Poleg tega je imel Hermann Hesse na razpolago obsežno knjižnico svojega učenega starega očeta Hermanna Gunderta z deli iz svetovne literature, ki se je je močno posluževal. Vse te komponente svetovljanstva »so bile podlaga za izolacijo in obvarovanost proti vsakršnemu nacionalizmu, ki sta bili odločilni v mojem življenju«.

#### Šolsko izobraževanje
Leta 1881 se je družina za pet let preselila v Basel. Oče Johannes si je leta 1882 pridobil baselsko državljansko pravico (nem. Bürgerrecht), s čimer so vsi člani družine postali švicarski državljani. Od 1885 dalje je bil Hesse učenec na internatski šoli imenovani Deška hiša misijona (nem. Knabenhaus der Mission) V »Baselskem misijonu« je poučeval Hermannov oče. Julija 1886 se je družina ponovno preselila v Calw, kjer je Hesse najprej vstopil v drugi razred Calwske latinske šole (realni licej). Leta 1890 je prešel na latinsko šolo v Göppingenu kot priprava na württemberški deželni izpit, ki je Württemberžanom dovoljeval brezplačno izobraževanje za deželnega uradnika ali župnika. Zavoljo tega mu je oče kot edinemu v družini novembra 1890 pridobil württemberško državljanstvo, s čimer je izgubil švicarsko državljansko pravico. Potem ko je 1891 opravil v Stuttgartu deželni izpit, je, določen za teološko kariero, obiskoval evangeličansko-teološko semenišče v Samostanu Maulbronn. V Maulbronnu se je marca 1892 pokazal »uporniški« značaj učenca: pobegnil je iz semenišča, ker je hotel postati »ali pesnik ali pa sploh nič«  in je bil šele dan pozneje prijet pod milim nebom.
Sedaj se je pričela odiseja skozi različne ustanove in šole, ki so jo spremljali ostri spori s starši. Pri 14 letih se je Hermann Hesse domnevno znašel v depresivnem obdobju in je v nekem pismu z dne 20. marca 1892 izrazil samomorilne misli. Maja 1892 je mladenič poskusil narediti samomor s pištolo in sicer v krščanski ustanovi v Bad Bollu, ki jo je vodil teolog in dušni pastir Christoph Friedrich Blumhardt. V nadaljevanju sta starša Hesseja pripeljala v duševno zdravstveno ustanovo v kraju Stetten im Remstal, ki je danes del občine Kernen im Remstal, v bližini Stuttgarta. Tam je moral delati na vrtu in pomagati pri pouku duševno oviranih otrok. 
Tu so pubertetniška kljubovalnost, osamljenost in občutek, da ga je družina nerazumljenega zavrgla, dosegli vrh. V znamenitem, obtožujočem pismu z dne 14. septembra 1892, naslovljenem na njegovega očeta, je slednjega - poslej jasno zavzemajoč distanco - nazval »Zelo spoštovani gospod!« (nem. »Sehr geehrter Herr!«) - in to je bilo v nasprotju s prejšnjimi, deloma odkritimi, zelo komunikativnimi pismi. Poleg tega je besedilo opremil z agresivno ironičnimi in sarkastičnimi formulacijami. Tako je (poleg lastne osebe) tudi svojem očetu že v naprej pripisal krivdo za morebitne bodoče »zločine« (nem. Verbrechen), ki bi jih on, to je Hermann, kot »sovražitelj sveta« (nem. Welthasser) lahko zagrešil posledično zaradi njegove nastanitve v Stettnu. Na koncu se je podpisal kot »H. Hesse, ujetnik v kaznilnici v Stettnu«. V pripisu je še dodal: »Pričenjam premišljevati, kdo je v tej aferi slaboumen.« Počutil se je zapuščenega s strani Boga, staršev in sveta in je v ozadju versko pietističnih tradicij svoje družine videl svetohlinstvo.
Od konca leta 1892 dalje je lahko obiskoval gimnazijo v Cannstattu (okrožje v mestu Stuttgart). Leta 1893 je tam sicer opravil malo maturo, vendar je prekinil šolanje.

#### Usposabljanje za poklic
Potem ko je v Esslingenu am Neckar po treh dneh pobegnil s svojega prvega usposabljanja za knjigotržca, je zgodaj poleti 1894 nastopil 14 mesečno usposabljanje za mehanika v tovarni stolpnih ur Perrot v Calwu. Monotono delo lotanja in piljenja pa je v Hesseju kmalu okrepilo željo, da bi se ponovno posvetil literaturi in ukvarjanju z duhovnimi stvarmi. Oktobra 1895 je bil pripravljen začeti novo usposabljanje za knjigotržca in ga resno opravljati, to pot v Tübingenu. Izkustva iz svoje mladosti je pozneje obdelal v romanu Pod kolesom (nem. Unterm Rad). 

### Pot do pisateljstva (1895-1904)
Že kot desetletnik se je Hesse preizkusil v pravljici: Oba brata (nem. Die beiden Brüder). Objavljena je bila 1951.

#### Tübingen
Hesse je od 17. oktobra 1895 dalje delal v knjigarni in antikvariatu Heckenhauer v Tübingenu. Težišče knjižne ponudbe so tvorili teologija, filologija in pravoznanstvo. Naloge Hesseja kot vajenca so obsegale preverjanje, pakiranje, razvrščanje in arhiviranje knjig. Po koncu 12 urnega delavnika se je Hesse še zasebno izobraževal, knjige so mu tudi nadomeščale pomanjkljive socialne kontakte ob dolgih, dela prostih nedeljah. Poleg teoloških spisov je Hesse prebiral zlasti Goetheja, pozneje tudi Lessinga, Schillerja in besedila o grški mitologiji. Leta 1896 je bila v nekem dunajsem časopisu natisnjena njegova pesem Madonna, v publikaciji Deutsches Dichterheim (Organ für Dichtkunst und Kritik) (slovensko Nemški pesniški dom. Glasilo za pesniško umetnost in kritiko) so sledile še druge. Hesse, knjigotrški vajenec, se je 1897 spoprijateljil s tedanjim študentom prava in poznejšim zdravnikom ter pisateljem Ludwigom Finckhom iz Reutlingena, ki je po svojem doktorskem izpitu 1905 sledil Hesseju v Gaienhofen.
Hesse je po zaključku vajeniške dobe oktobra 1898 sprva ostal v knjigarni Heckenhauer kot pomočnik s prihodki, ki so mu zagotavljali finančno neodvisnost od staršev. V tem času je bral zlasti dela nemške romantike, pred vsem Novalisa, Clemensa Brentana, Josepha Freiherra von Eichendorffa in Ludwiga Tiecka. V pismih staršem je izrazil svoje prepričanje, da je »za umetnika morala nadomeščena z estetiko«. Še kot knjigarnar je Hesse jeseni 1898 objavil svojo prvo knjigo, majhen zvezek pesmi z naslovom Romantische Lieder (slovensko Romantične pesmi) in spomladi 1899  prozno zbirko Eine Stunde hinter Mitternacht (slovensko Ena ura po polnoči). Obe deli sta se izkazali za poslovni neuspeh. Od Romantičnih pesmi je bilo v pol leta prodanih le 54 izvodov od celotne naklade 600 knjig, pa tudi Ena ura po polnoči je bila natisnjena v nakladi samo 600 izvodov in se je le počasi prodajala. Leipziški založnik Eugen Diederichs pa je bil vendarle prepričan o literani kvaliteti teh del in je objavo že od začetka videl bolj kot podporo mlademu avtorju kakor pa donosen posel.

#### Basel
Od jeseni leta 1899 dalje je Hesse delal v Reichovi knjigarni (nem. Reich’schen Buchhandlung), zelo uglednem antikvariatu v Baslu. Ker so njegovi starši negovali tesne stike z baselskimi izobraženskimi družinami, se mu je tu odprl duhovno-umetniški kozmos z bogatimi spodbudami. Istočasno je Basel samohodcu Hesseju ponujal tudi številne možnosti za umik v zelo zasebna doživetja na večjih potovanjih in pohajkovanjih, ki so služila umetniškemu samopreiskovanju in na katerih je vedno znova preizkušal zmožnost, da pisno zabeleži čutna doživljanja. Leta 1900 je bil Hesse zaradi motnje vida oproščen vojaške službe. Težave z vidom so trajale celo življenje, prav tako tudi nevralgija in glavobol. Istega leta je bila tudi objavljena njegova knjiga Hermann Lauscher, sprva pod psevdonimom.
Potem ko je Hesse konec januarja 1901 dal odpoved v Reichovi knjigarni, si je lahko izpolnil veliki sen in prvič odpotoval v Italijo, kjer se je od marca do maja mudil v mestih Milano, Genova, Firence, Bologna, Ravena, Padova in Benetke. Avgusta istega leta je prešel k novemu delodajalcu, antikvarju Wattenwylu v Baslu. Sočasno so se mu čedalje bolj ponujale priložnosti, da je v časopisih objavljal pesmi in kratka literarna besedila. Sedaj so tudi honorarji iz tovrstnih objav prispevali k njegovemu osebnemu dohodku. Richard von Schaukal je leta 1902 javno razkril, da je Hesse avtor Hermanna Lauscherja. Leta 1903 je Hesse spoznal devet let starejšo baselsko fotografinjo Mario Bernuolli, imenovano „Mia“. Skupaj sta odpotovala v Italijo (drugo italijansko popotovanje) in se naslednje leto poročila.
Med prve objave štejeta tudi romana Peter Camenzind (1904) in Pod kolesom (1906), v katerih je Hesse tematiziral tisti konflikt med duhom in naravo, ki je pozneje imel prepredati njegovo celotno delo. Z do civilizacije kritičnim razvojnim romanom Peter Camenzind, ki je prvič izšel 1903 v revialni predobjavi, leta 1904 pa še v knjižni obliki pri založbi S. Fischer, se mu je posrečil literarni preboj. Ta uspeh mu je omogočil, da se je poročil in se naselil kot svobodni pisatelj ob Bodenskem jezeru. Leta 1930 se je Hesse še zadnjič mudil v Baslu.

### Med Bodenskim jezerom, Indijo in Bernom (1904-1914)
Avgusta 1904 se je Hesse poročil z samostojno baselsko fotografinjo Mario Bernuolli (1868-1963), ki je izvirala iz široko razvejane družine Bernuolli. V tem zakonu so se rodili trije sinovi: Bruno (1905–1999, umetniški slikar, grafik), Hans Heinrich (imenovan Heiner, 1909–2003, dekorater) und Martin (1911–1968, fotograf). Hesse in Maria sta se docela v duhu gibanja Lebensreform preselila v vasico Gaienhofen ob Bodenskem jezeru v pokrajini Baden in tam najela preprosto kmečko hišo brez tekoče vode in elektrike, kjer sta potem živela tri leta. Leta 1907 sta si v tem kraju dala postaviti enodružinsko hišo v reformnem slogu. Tam sta uredila velik vrt za namen samooskrbe. Hesse se je pogosto sam podal na potovanja, medtem ko je Maria z otroki še naprej bivala v veliki hiši z vrtom.
V Gaienhofnu je Hesse preko konstanškega zobozdravnika in skladatelja Alfreda Schlenkerja (1876-1950) spoznal svoje poznejše prijatelje, to so bili Othmar Schoeck, Volkmar Andreae und Fritz Brun.
Leta 1906 je postal soizdajatelj revije März (slovensko Marec), ki je izhajala pri založniku Albertu Langenu; pri njej je ostal do leta 1912. Prav tako leta 1906 je luč sveta ugledal Hessejev drugi roman Untem Rad (slovensko Pod kolesom), ki pa ga je bil napisal že prej v Calwu. Tu je obdelal svoje izkušnje iz časa šole in izobraževanja. Aprila 1907 se je mudil na zdraviliškem zdravljenju v Locarnu in pa kot gost v koloniji gibanja Lebensreform, ki se je nahajala na vzpetini Monte Verità pri Asconi. O njegovem puščavniškem bivanju poročata pripovedi In den Felsen, Freunde (slovensko V pečinah, prijatelji) in Legenden aus der Thebais. (slovensko Legende iz Tebaide). Po vrnitvi iz Ascone se je poskušal ponovno prilagoditi meščanskemu življenju. Njegov naslednji roman Gertrud iz leta 1910 prikazuje Hesseja v ustvarjalni krizi – s tem roman se je moral težko spoprijemati, v poznejših letih ge je presojal kot neuspelega. 
V aprilu oziroma maju 1911 se je z Fritzem Brunom in nekaterimi drugimi švicarskimi prijatelji podal na popotovanje po Umbriji.
V Hessejevem zakonu so se nesoglasja od 1910 dalje namnožila. Da bi v svoji ustvarjalni krizi nekoliko stopil nazaj, se je Hesse 1911 odpravil skupaj z Hansom Sturzeneggerjem na veliko potovanje v Cejlon in Indijo. Nadejanega duhovno-religioznega navdiha tam ni našel, vendarle pa je ta pot močno vplivala na njegovo nadaljnje literarno delo in se najprej odrazila v objavi dela Aus Indien (slovensko Iz Indije) leta 1913. Po vrnitvi iz Azije je leta 1912 prodal svojo hišo v Gaienhofen. Družina se je pozno poleti preselila v staro podeželsko hišo na obrobju Berna; pred Hessejem jo je imel v najemu njegov prijatelj Albert Welti. Vendar tudi ta premena kraja ni mogla rešiti zakonskih težav, kot je Hesse to opisal v svojem romanu Roßhalde iz 1914. Psihične krize pri obeh – Maria Bernuolli je bila 1919 obravnavana v sanatoriju Theodorja Brunnerja v Küsnachtu – so pozneje vodile do ločenega življenja in naposled 1923 do uradne ločitve. Po ločitvi staršev so otroke razdelili. Bruna, starega 15 let, je njegov oče dal v rejo slikarski družini Cuna Amieta. Heiner je ostal pri svoji materi, medtem ko je Martin prišel kot rejenec k družini Rinigier v Kirchdorf. 
Hesse je za »svojega najboljšega in najzvestejšega prijatelja« v njegovih bernskih letih označil strokovnjaka za gozdarstvo Walterja Schädlina.

### Prelom, povzročen s prvo svetovno vojno

#### Skrb za vojne ujetnike
Ob izbruhu prve svetovne vojne 1914 se je Hesse, v tem času še zagovornik tako imenovanih „idej leta 1914“, javil kot prostovoljec na nemškem veleposlaništvu. Vendar je bil spoznan za vojaško nesposobnega in je bil dodeljen nemškemu veleposlaništvu v Bernu, kjer je postavil „knjižno centralo za nemške vojne ujetnike“, ki je do leta 1919 oskrbovala z čtivom vojake, internirane v tujih taboriščih. Hesse je bil odslej v tem okviru zaposlen s tem, da je za nemške vojne ujetnike zbiral in odpošiljal knjige. V tem času je bil soizdajatelj glasila Deutsche Interniertenzeitung (dobesedno Nemški časopis internirancev)(1916/17), izdajatelj glasila Der Sonntagsbote für die deutschen Kriegsgefangenen (dobesedno Nedeljski glasnik za nemške vojne ujetnike)(1916–1919) in bil je pristojen za »knjižnico za nemške vojne ujetnike«.

#### Politične polemike
Hesse je 3. novembra 1914 objavil sestavek v Neue Zürcher Zeitung z naslovom O Freunde, nicht diese Töne (slovensko O prijatelji, ne teh tonov), v katerem apelira na nemške intelektualce, naj ne zapadejo v nacionalistično polemiko. Tisto, kar je temu sledilo, je Hesse pozneje označil kot velik preobrat v njegovem življenju: prvič se je znašel sredi silovite politične polemike, napadel ga je nemški tisk, k njemu so dospevala sovražna pisma in stari prijatelji so se mu odpovedovali. Še naprej je bil deležen odobravanja s strani njegovega prijatelja Theodorja Heussa, poznejšega prvega predsednika Zvezne republike Nemčije, pa tudi s strani francoskega pisatelja Romaina Rollanda, ki je Hesseja obiskal avgusta 1915. 

#### Družinski udarci usode
Ti spori z nemško javnostjo še niso izzveneli, ko je bil Hesse preko niza udarcev usode pahnjen v še globljo življenjsko krizo: smrt njegovega očeta 8. marca 1916, težka bolezen (meningitis) njegovega triletnega sina Martina in razpadajoči zakon z Mario Bernuolli. Hesse je moral prekiniti svoje služenje pri skrbstvu za jetnike in oditi na psihiatrično zdravljenje, med katerim je prišel do prvih izkušenj s psihoanalizo. Resno je premišleval, da bi tvegal »prelom z domovino, družbenim položajem, družino« in da bi se preseli v Ascono, kjer si je dal po Gustavu Gamperju priskrbeti hišico.

#### Nasprotnik vojne
Preko izkušnje s svetovno vojno je Hesse postal odločen nasprotnik vojne in zagovornik ugovora vesti pri služenju vojaščine. Septembra in oktobra 1917 je v tritedenskem delavnem opoju zložil roman Demian, ki je v drugem delu odzraz časa, preživetega na Monte Verità. Knjiga je bila objavljena po vojni leta 1919 pod psevdonimom Emil Sinclair, »da ne bi odstrašil mladine z znanim imenom starega strica«. A tudi zato, kot piše Hesse v nekem pismu Eduardu Korrodiju, ker »tisti, ki je napisal to pesnitev, […] ni bil Hesse, avtor toliko in toliko knjig, temveč nek drug človek, ki je novo doživel in šel novemu naproti«. Thomas Mann se je kot sočasna priča takole izrazil: »Nepozaben je elektrizirajoči učinek« Demiana, »pesnitev, ki je s strašansko natančnostjo pogodila živec časa in mladino, ki si je domišljala, da se je iz njene srede porodil oznanjevalec njenega najglobjega življenja (medtem ko je bil ta, ki jim je dal, kar so potrebovali, že dvainštiridesetletnik ), potegnila v hvaležno očaranost.« Leta 1918 je bil z mučenjem ubit Hessejev bratranec, pastor Carl Immanuel Philipp Hesse, in sicer kot civilna žrtev rdečearmejcev v estonski vojni za neodvisnost. 

### Nova domovina v Tessinu (1919-1962)

#### Casa Camuzzi
Ko je Hesse leta 1919 mogel ponovno nadaljevati s civilnim življenjem, je bil njegov zakon uničen. Njegova žena Mia (Maria) je jeseni 1918 pobegnila v Ascono, kjer je njena depresija izbruhnila v polnem obsegu. Toda tudi po njenem zdravljenju Hesse ni videl skupne prihodnosti z njo. Dom v Bernu je bil razpuščen in trije otroci so bili medtem nastanjeni pri prijateljih, najstarejši sin Bruno pri Hessejevem slikarskem prijatelju Cunu Amietu. To izkušnjo in težeče breme, da je zapustil svojo družino, je Hesse obdelal v leta 1919 objavljenem romanu Klein und Wagner (slovensko Klein in Wagner), ki govori o uradniku Kleinu, ki se iz strahu, da bi zblaznel in svojo družino – kakor jo je učitelj Wagner - ubil, iztrga iz svojega meščanskega življenja in pobegne v Italijo. 
Hesse se je sredi aprila 1919 sam preselil v Tessin. Najprej je bival v majhni kmečki hiši ob vstopu v kraj Minusio pri Locarnu in se potem 25. aprila naprej preselil v Sorengo nad jezerom Muzzano v preprosto bivališče, ki mu ga je dal v najem njegov glasbeni prijatelj Volkmar Andreae, s katerim je bil spoprijateljen že nekako od leta 1905. Vendarle je nato 11. maja 1919 najel v Montagnoli, višje ležči vasi jugovzhodno od Lugana, štiri majhne sobe v gradiču podobni stavbi, imenovani »Casa Camuzzi«, ki si jo je v 19. stoletju v obliki neobaročne palače postavil neki tessinski gradbeni mojster. S te pobočne lege in iznad gosto poraslih gozdnih zemljišč je imel Hesse pogled proti vzhodu na Lugansko jezero z nasproti ležečimi strminami in gorami na italijanski strani. Nova situacija v življenju in lega stavbe nista navdihnila Hesseja samo k novi pisateljski dejavnosti, temveč kot protiutež in dopolnitev tudi k risarskim skicam in akvarelom, kar se je jasno odrazilo v njegovi naslednji daljši pripovedi Klingsorjevo zadnje poletje (nem. Klingsors letzter Sommer) iz leta 1920. Decembra 1920 je Hesse v Tessinu spoznal Huga Balla in njegovo soprogo Emmy Hennings.
Leta 1922 je luč sveta ugledal Hessejev roman o Indiji Siddharhta. Tu je prišla do izraza njegova ljubezen do indijske kulture in azijskih modrostnih učenj, ki jih je spoznal že v hiši svojih staršev. Hesse je dal glavnemu liku njegove »indijske pesnitve« ime po historičnem Budi, čigar pravo ime je bilo Siddhartha Gautama. Njegova tedanja izvoljenka Ruth Wenger (1897-1994) mu je bila navdih za romaneskni lik Kamale, ki v tej indijski pesnitvi Siddhartho uči ljubezni. 
Hesse je maja 1924 prejel državljansko pravico (nem. Bürgerrecht) mesta Bern in s tem drugikrat švicarsko državljanstvo (nem. Staatsbürgerschaft). Pri tem se je ponovno odrekel nemškemu državljanstvu, ki si ga je bil pridobil leta 1890 oziraje se na deželni izpit v Göppingenu. Po ločitvi od svoje prve žene Marije se je 11. januarja 1924 poročil z Ruth Wenger, hčerjo švicarske pisateljice Lise Wenger. Ta drugi Hessejev zakon pa je bil kljub erotični privlačnosti in podobnim kulturnim interesom zaradi drugačnih življenskih potreb in ciljev obsojen na propad in je bil na željo njegove žene razvezan že tri leta pozneje, 24. aprila 1927.
Njegov naslednji večji deli, Kurgast (slovensko Zdraviliški gost) iz leta 1925 in Die Nürnberger Reise (slovensko Nürenberško potovanje) iz leta 1927 sta avtobiografski pripovedi z ironičnim podtonom. V njih se že naznanja Hessejev najuspešnejši roman, Stepni volk (nem. Der Steppenwolf) iz leta 1927, ki ga je pisatelj leta 1946 za nazaj označil kot »tesnobe poln opozorilni klic pred jutrišnjo vojno«. Za njegov 50. rojstni dan, ki ga je praznoval istega leta, je bila objavljena tudi prva biografija o Hesseju, ki jo je napisal njegov prijatelj Hugo Ball.
Že kmalu po tem novem romanesknem uspehu je Hesse doživel preobrat v življenju in sicer preko razmerja z Ninon Dolbin, rojeno Ausländer (1895-1966), svojo poznejšo ženo, ki je izvirala iz Črnovic v Bukovini. Bila je umetnostna zgodovinarka in je že kot 14-letna šolarka vzpostavila z njim stalne pisemske kontakte. Z Dolbinovo je 1928 in 1929 preživel zimske počitnice v Arosi, kjer je tudi spoznal Hansa Roellija. Leta 1928 se je Hesse podal na potovanje v Ulm, Heilbronn, Würzburg (22. marca), Darmstadt in Berlin. Leta 1930 je luč sveta ugledala pripoved Narcis in Zlatoust (nem. Narziß und Goldmund). Poleg tega je Hermann Hesse vsaki od svojih treh žena posvetil po eno pravljico: prvi ženi Mii pravljico Iris (1916), Piktors Verwandlungen (1922) (slovensko Piktorjeve preobrazbe) je bila za Ruth Wenger, kmalu po poroku z Ninon, marca 1933, pa je nastala njegova zadnja in zelo avtobiografska pravljica Vogel (slovensko Ptič), z enakozvenečim naslovom kot ime, s katerim je podpisoval zasebne lističe in pisma, naslovljena na Minon in s katerim ga je ona pogosto nagovarjala. 

#### Casa Hesse (Casa Rossa)
Leta 1931 je Hesse zapustil najeto stanovanje v Casi Camuzzi in se s svojo novo življenjsko sopotnico, s katero je 14. novembra stopil v nov zakon, preselil v veliko hišo, zaradi rdečega zunanjega opleska imenovano Casa Rossa, pozneje tudi Casa Hesse. Stavba je bila zgrajena po Hessejevih željah, finance pa je prispeval njegov prijatelj Hans Conrad Bodmer. Parcela je ležala nad vasico Montagnola, na njenem južnem koncu, na dogledu Case Camuzzi in le deset minut hoda stran od te. Bodmer je parcelo in stavbo dal Hesseju trajno na razpolago, po njegovi smrti pa tudi Ninon za čas njenega življenja.
Od šolskega centra ob osrednjem montagnolskem parkirišču vodi pot mimo igrišča za šolo do zgoraj ležečega železokovanega vrtnega portala Hessejeve hiše na Vii Hermann Hesse. Dovozna pot pelje v lahnem vzponu vzporedno z naklonino na parcelo, na katere najbolj izpostavljenem mestu je bila v dveh nadstropjih zgrajena neke vrste dvojna hiša. Vsak od obeh delov hiše ima ločen pristop z lastnim stopniščem; a sta oba dela med seboj povezana v pritličju in zgornjem nadstropju preko hodnika in preko druga ob drugi ležečih sob. Zaradi različnega dnevnega ritma pa tudi zaradi organizacije dela in različne uporabe sta Hesse in njegova žena pripisovala pomembnost temu, da imata ločene prostore: večji, jugozahodni del s kuhinjo, jedilnico, knjižnico, spalnico, kopalnico in stranskimi prostori je uporabljala pretežno Ninon; severovzhodni odsek je bilo Hessejevo področje delovanja z ateljejem, delovno sobo, spalnico, kopalnico in pritiklinami. Knjižnica v pritličju je obema služila kot sprejemnica za številne goste, istočasno pa tudi kot dnevna soba, čitalnica in glasbeni prostor s širokim razgledom na proti jugovzhodu ležečo goro Monte Generoso in je imela neposredno povezavo z ateljejem. 
Atelje, ki se je navezoval na severovzhodu na knjižnico, je bil večnamenski prostor, kjer je Hesse na pisalnem stroju vodil svojo obsežno korespondenco, poleg tega je služil kot skladišče za embalažni material za številne poštne in knjižne pošiljke, ki jih je Hesse sam pripravil za odpremo. V tem prostoru pa se je tudi posvečal svojemu hobiju, akvarelnemu slikarstvu, kadar ni slikal v naravi, kar se je večinoma dogajalo. Tam je spravljal slikarske in umetniške pripomočke kot tudi nadaljnji knjižni fond (poleg tistega v knjižnici). Svoje delovno področje v zgornjem nadstropju s posebnimi knjigami pa je Hesse držal skritega pred gosti in tam tudi s strani družinskih članov ni želel biti moten. Podobno kot v Casi Camuzzi je imel Hesse tudi tu širok, severovzhodni razgled preko Luganskega jezera proti vzhodni dolini tja do italijanskih pobočij in pogorij. Mnogi njegovi akvareli pričujejo o tej hiši, njenem vrtu, o bližnji in daljni okolici in obširnih razgledih po tessinski pokrajini.
Hessejeva zelo razvejana korespondenca je semkaj pripeljala njegove založnike, ti so bili Samuel Fischer, Gottfried Bermann Fischer, Peter Suhrkamp in Siegfried Unseld. Ne samo Thomas Mann, temveč tudi cela družina Mannovih je bila tu večkrat sprejeta na obisk. Prijateljstva kot je bilo denimo prijateljstvo z Romainom Rollandom so se tu poglobila in kolegi kot denimo Bertolt Brecht, Max Brod, Martin Buber, Hans Carossa, André Gide, Annette Kolb, Jakob Wassermann in Stefan Zweig so našli pot do Montagnole. Poleg tega je imel Hesse občasno intenzivne stike z glasbeniki kot so Adolf Busch, Edwin Fischer, Eugen d’Albert, z filozofom Theodorjem W. Adornom in posebej prijateljske stike z od njega občudovanim skladateljem Othmarjem Schoeckom, glede katerega je imel občutek, da je edini njegove pesmi ustrezno uglasbil. Hesse sam je imel intenziven odnos do glasbe, ki je med drugim razviden v njegovih pismih, a tudi v proznih delih kot so Igra steklenih biserov, Stepni volk in Gertrud.
Dve leti pozneje, potem ko se je Hesse preselil iz Case Camuzzi v Caso Rosso, ga je aprila 1933 obiskal Gunter Böhmer in si v Casi Camuzzi uredil domovanje. Deset let pozneje, 1943, se je v Monagnolo preselil Hans Purmann, učenec Henrija Matissea in se nekoliko pozneje prav tako naselil v Casi Camuzzi. Hesseja je z obema slikarjema povezovalo zanj osrečujoče umetniško prijateljstvo. Böhmer je podpiral njegova prizadevanja, da bi si usvojil znanje umetniških tehnik in zakone različnih perspektivičnih prikazov.
Lastništvo nad nekdanjo Caso Hesse je po smrti pisatelja in njegove žene odpadlo nazaj družino Bodimer. Hiša je bila prodana, barvno predelana in na zadnji, s teraso opremljeni strani tudi gradbeno predelana. Danes (stanje iz leta 2006) se nahaja v privatni lasti in si je ni mogoče ogledati. Ena od poti, v podaljšku Vie Hermann Hesse pod parcelo, naklanja pogled na južno stran hiše in pobočja, ki je Hesseja spodbudil k vrsti opisov njegovih vrtnarskih dejavnosti.

#### Igralec igre steklenih biserov
Leta 1931 je začel z osnutki za njegovo zadnje večje delo, ki je imelo nositi naslov Igra steklenih biserov (nem. Das Glasperlenspiel). Leta 1932 je kot predstopnjo k temu objavil pripoved Potovanje v Jutrovo deželo (nem. Die Morgenlandfahrt). Kot že v Potovanju v Jutrovo deželo je tudi v Igri steklenih biserov osnovna tema učenčevstvo (nem. Jüngerschaft) nasproti prijatelju in mojstru – Leu, imenovanem tudi glasbeni mojster, priklicevalec dežja, jogi ali spovedovalec, ki ga Hermann Hesse zapusti in h kateremu bi si skesano, kot „Knecht“ (slovensko „hlapec“) želel vrniti. Hessejeva politična drža je bila v tem času močno zaznamovana z do civilizacije kritičnim kulturnim pesimizmom: 
„Moji prijatelji in sovražniki že dolgo to vedo in grajajo: nimam nobenega veselja nad mnogimi stvarmi in ne verjamem v mnoge stvari, ki so ponos današnjega človeštva; ne verjamem v tehniko, ne verjamem v idejo napredka, ja niti v demokracijo ne, ne verjamem niti v sijajnost in neprekosljivost našega časa niti v kateregakoli od njegovih visoko plačanih voditeljev, medtem ko pa imam do tistega, kar človek imenuje „narava“, neomejeno spoštovanje.“ 
Prevzem oblasti s strani nacionalsocialistov v Nemčiji je Hesse opazoval z veliko zaskrbljenostjo. Bertolt Brecht in Thomas Mann sta oba leta 1933 na poti v izgnanstvo pri njem napravila postanek. Hesse in Mann sta bila v zavračanju nacionalsocializma enotna in sta se kljub različni izoblikovanosti njunih osebnosti v določenih osnovnih črtah njunega prijateljskega odnosa čutila do konca povezana. Med Hessejem in Brechtom, ki sta se ob srečanju pogovarjala o požigu knjig tistega leta v Nemčiji, tovrstne povezanosti ni bilo.
Hesse se je na svoj način poskušal zoperstavljati razvoju v Nemčiji: že desetletja je v nemškem tisku objavljal knjižne recenzije, sedaj pa se je v njih okrepljeno izrekal v prid judovskih in drugih avtorjev, preganjanih s strani nacionalsocialistov. Od srede 30-ih let dalje si noben nemški časopis ni več upal objaviti njegovih člankov. Hesse ni odkrito nastopil prosti nacističnemu režimu, tudi njegova dela niso bila uradno prepovedana ali sežgana, vendar pa je bil od 1936 dalje »nezaželen«. Kljub omejitvam pa so spet in spet izhajale nove izdaje. Založba Suhrkamp Verlag KG Berlin je še leta 1943 mogla ponatisniti njegovo delo Knulp.
Hessejevo duhovno zatočišče pred političnimi konfrontacijami in pozneje grozljivimi poročili druge svetovne vojne je bilo delo na njegovem romanu Igra steklenih biserov, ki je bil prvič natisnjen leta 1943 v Švici. Nobelova nagrada za literaturo leta 1946 mu je bila podeljena ne v zadnji vrsti za to pozno delo: »za njegove navdihnjene spise, ki, medtem ko rastejo v smelosti in prodornosti, utelešajo klasične ideale humanizma in visoke slogovne kvalitete« (utemeljitev švedske akademije, Stockholm).

#### Dopisovanje
Po drugi svetovni vojni je Hessejeva literarna produkcija upadla. Še vedno je pisal pripovedi in pesmi, toda ustvaril ni nobenega romana več. Težišče njegove dejavnosti se je vedno bolj prestavljalo na njegovo čedalje obsežnejšo korespondenco. Že od 20-ih let dalje je Hesse pri svojem dopisovanju gojil čedalje bolj razpredeno mrežo prijateljev, dopisovalcev in pokroviteljev, ki so njega in njegovo skrbstvo za vojne ujetnike med težavnimi vojnimi leti podpirali s finančnimi in materialnimi prispevki v zameno za lastnoročno napisane in ilustrirane pesmi, akvarele ali posebne izdaje. K temu pridejo še pisma njegovih občudovalcev. 
Glede na raziskave njegovih sinov Bruna in Heinerja Hesseja kot tudi Hessejevega Editionsarchiva (Hesse-Editionsarchiv) v Offenbachu je pisatelj prejel približno 35.000 pisem. Ker je namenoma deloval brez tajništva, je na zelo velik del te pošte odgovoril osebno; 17.000 teh pisemskih odgovorov je ugotovljenih. Kot izrazit individualist je tak način ravnanja občutil kot moralno dolžnost. Ta dnevna delovna obremenitev preko stalnega pritoka pisem je bila cena za to, da je lahko doživel svojo ponovno prebujeno slavo pri novi generaciji nemških bralcev, ki so od »modrega starca« v Montagnoli pričakovali finančne podpore, pomoči za življenje in usmeritve. Na podobna vpraševanja po njegovem počutju, poteku njegovega dne ali po njegovih zapažanjih ob dogodkih, ki so bili stvar bolj splošnega interesa, je izoblikoval daljša premišljevanja, ki jih je odposlal kot okrožnice (nem. Rundbriefe).

#### Smrt
Decembra leta 1961 je Hesse zbolel za gripo, od katere si je le stežka opomogel. Že dolgo je imel levkemijo, ne da bi za to vedel; v bolnišnici v Bellinzoni je bil deležen zdravljenja v obliki transfuzij krvi. Umrl je na domu v noči iz 8. na 9. avgust 1962 in sicer med spanjem kot posledica možganske kapi. Njegova žena, ki je sprva čakala, da bo prišel k zajtrku, ga je naposled našla mrtvega v njegovem običajnem spalnem položaju. Poklicani zdravnik je lahko samo še ugotovil stanje smrti. Dva dni pozneje je bil pokopan v družinskem krogu na pokopališču Sant’Abbondio v kraju Gentillino, na katerem se nahajata tudi grobova Emmy in Huga Balla.
V njegovi zadnji pesmi Knarren eines geknickten Astes (slovensko: Škripanje nalomljene veje), zapisani v zadnjem tednu življenja, je ustvaril prispodobo bližajoče se smrti. 

## Literarni pomen
Hessejeva zgodna dela še nadaljujejo tradicijo 19. stoletja: njegova lirika je povsem zavezana romantiki, prav tako jezik in slog Petra Camenzinda, knjige, ki jo je avtor sam dojemal kot razvojni roman, stoječ v nasledstvu Kellerjevega Zelenega Henrika. V vsebinskem smislu se je Hesse obračal proti naraščajoči industrializaciji in urbanizaciji, s čimer je povzel tendence gibanj Lebesnreform in Jugendbewegung. To neoromantično držo v obliki in vsebini je pisatelj pozneje opustil. Antitetična struktura Petra Camenzinda, ki se kaže v zoperstavljanju mesta in dežele ter v nasprotju moško-žensko, pa je nasprotno tudi še v poznejših delih (npr. Demian ali Stepni volk) moč najti.
Seznanitev z naukom o arhetipih psihologa Carla Gustava Junga je imela odločilen vpliv na njegovo delo, ki se je prvikrat pokazal v pripovedi Demian. Stari prijatelj oziroma mojster, ki mlademu človeku odpre pot do samega sebe, je postal ena njegovih osrednjih tem. Tradicijo razvojnega romana je tudi v Demianu še vedno moč najti, toda v tem delu (kot tudi v Stepnem volku) se dogajanje ne odvija več na realnem nivoju, temveč v notranji »dušni pokrajini« (nem. »Seelen-Landschaft«).
Nadaljnji bistveni vidik Hessejevega dela je duhovnost, ki se jo lahko najde v pripovedi Siddharta, pa tudi v drugih. Indijski modrostni nauki, taoizem in krščanska mistika tvorijo ozadje dela. Temeljna tendenca, po kateri pot k modrosti pelje preko posameznika, pa je vendarle tipično zahodnjaški pristop, ki ne ustreza direktno nobenemu azijskemu nauku, četudi je moč najti vzporednice z Theravada budizmom. Homoerotični elementi v njegovem delu so bili v literarni vedi večkrat tematizirani.
Vsa Hessejeva dela vsebujejo močno avtobiografsko komponento. Posebej je očitna v Demianu, v Potovanju v Jutrovo deželo, pa tudi v delu Klein in Wagner in nenazadnje v Stepnem volku, ki lahko tako rekoč kot vzorčen primer predstavlja „roman življenjske krize“. V poznejših delih je ta komponenta še razločneje stopila v ospredje – v med seboj povezanih pripovedih, v Potovanju v Jutrovo deželo in Igri steklenih biserov, je Hesse zgostil v večkratnih variacijah svojo temeljno temo: odnos med mlajšim človekom in njegovim starejšim prijateljem ali mojstrom. V Igri steklenih biserov je Hesse na zgodovinskem ozadju nacionalsocialistične diktature izrisal utopijo humanizma in duha, hkrati pa je ponovno napisal klasični razvojni roman. Oba elementa v igri menjave držita medsebojno ravnovesje.
Hesse je nenazadnje z približno 3000 knjižnimi recenzijami, ki jih je napisal tekom svojega življenja za 60 različnih časopisov in revij, v tistem času postavil merila kvalitete, katerim je bilo težko najti enake v območju posredovanja (knjižnih del bralcem), podpiranja (avtorjev) in previdne kritike. V osnovi ni recenziral nobene literature, ki se je njemu po njegovih merilih zdela slaba. Kakor Thomas Mann se je tudi on intenzivno ukvarjal z Goethejevim delom.
Razpon njegovih recenzij je segal od manjših zvezkov pripovedi do tedaj še nepoznanih avtorjev pa tja do filozofskih temeljnih del iz azijskega kulturnega kroga. Ta azijska osrednja dela so prisotna tudi še v sedanjosti, vendar so bila s strani Hesseja odkrita in predstavljena precej desetletij prej, preden so v 70-ih letih 20. stoletja tudi na zahodni polobli postala obča literarno-filozofska in duhovna last.

## Recepcija
Hessejeva zgodnejša dela je sočasna kritika pretežno pozitivno ocenjevala.
Recepcija Hesseja je bila v Nemčiji v času obeh vojn močno zaznamovana z kampanjo, ki se je vodila v tisku zoper avtorja zaradi njegovih protivojnih in protinacionalističnih izjav. Po obeh vojnah je Hesse pri delu prebivalstva, posebej pri vsakokratni mlajši generaciji, izpolnil potrebo po duhovni in deloma moralni reorientaciji. Zopet »na novo odkrit« je v večjem delu postal šele daleč po letu 1945.
Dobrih deset let po tem, ko je bila Hesseju podeljena Nobelova nagrada za literaturo, leta 1957, je Karlheinz Deschner v svojem polemičnem spisu Kitsch, Konvention und Kunst (slovensko: Kič, konvencija in umetnost) zapisal: »Da je Hesse objavil tako uničujoče veliko verzov, ki so povsem pod nivojem, je obžalovanja vredna nediscipliniranost, je literarno barbarstvo« in tudi glede njegove proze se ni prišel do nobene ugodnejše sodbe. V naslednjih desetletjih so se deli nemške literarne kritike pridružili tej oceni, nekateri so ga označili za ustvarjalca epigonalne in kičaste literature. Tako je bila recepcija Hesseja podobna gibanju nihala: komaj je v 1960-ih letih v Nemčiji dospel na najnižjo točko, že je med ameriško mladino izbruhnil Hesse-Boom brez vzporednice, ki je potem zopet segel nazaj v Nemčijo; še posebej Stepni volk je postal mednarodna prodajna uspešnica, Hesse pa eden najbolj prevajanjih in branih nemških avtorjev. Do leta 2007 je bilo po celem svetu prodanih več kot 120 milijonov njegovih knjig. V 1970-ih je založba Suhrkamp-Verlag na ploščah objavila tonske posnetke Hesseja, ko proti koncu svojega življenja recitira iz svojih del. Hesse se je že na začetku svoje kariere posvečal avtorskim branjem in obdelal svoja nenavadna doživetja v tej povezavi v neobičajno vedrem besedilu z naslovom Autorenabend (slovensko: Avtorski večer).

### Recepcija pri hipijih
Pisatelj Ken Kesey je Hessejevo mistično pripoved Potovanje v Jutrovo deželo, v kateri skrivna zveza sanjačev, pesnikov in fantastov sledi ne razumu, temveč srcu, bral z navdušenjem. V naslonitvi na to pripoved je na sebe in svojo hipijevsko druščino, imenovano Merry pranksters, gledal kot na pripadnike skrivne zveze in na veliko avtobusno popotovanje počez preko ZDA kot na njegovo različico »potovanja v Jutranjo deželo«.
Glasbenik nemškega porekla, Joachim Fritz Krauledat alias John Kay je leta 1968 svojo tedanjo glasbeno skupino The Sparrow na novo oblikoval in jo v Kaliforniji preimenoval v Steppenwolf.
Santana, rock skupina iz San Francisca, je poimenovala svoj drugi, nadvse uspešni album iz leta 1970 po izrazu, vzetem iz Hessejevega romana Demian, ki je tedaj krožil med člani banda. Carlos Santana je izjavil: „Naslov Abraxas izvira iz knjige Hermanna Hesseja, ki so jo takrat brali Gregg, Stan in Carabello." Zadevno mesto iz knjige je navedeno tudi na ovitku plošče, vendar v angleškem prevodu. 

### Hermann Hesse in sodobnost
Calw, Hessejevo rojstno mesto v Schwarzwaldu, sebe označuje za „mesto Hermanna Hesseja“ (nem. Hermann-Hesse-Stadt) in uporablja ta atribut istočasno kot oglaševalski slogan za svojo promocijo. V Calwu se nahaja tudi Muzej Hermanna Hesseja (nem. Hermann-Hesse-Museum ).
Od 1977 dalje se v tem mestu v nerednih, večletnih presledkih odvija Mednarodni kolokvij Hermanna Hesseja (nem. Internationale Hermann-Hesse-Kolloquium), vsakokrat na drugo glavno temo. O teh temah ugledni strokovnjaki za Hesseja iz Nemčije in drugod dva ali tri dni podajajo referate iz svojega strokovnega področja. Udeležba na zasedanjih je odprta za vsakega občana po predhodni prijavi. Program izmenjaje se spremljajo uglasbitve Hessejevih pesmi, druge glasbene izvedbe, ples in gledališka igra na teme, ki se tičejo ali so vzete iz njegove literature, ter dokumentarci in filmske upodobitve knjižnih del. 
Podobno kolokvijem v Calwu se od leta 2000 v mestu Sils-Maria v Švici vsakoletno odvijajo Silški Heesejevi dnevi (nem. Silser Hesse-Tage) in sicer tri do štiri dni v pomladansko-poletnem delu leta. Predavanja in razprave so vsakokrat v znamenju neke težiščne teme. 
V spomin na Hesseja so bile po njem poimenovane tri literarne nagrade: Literarna nagrada Hermanna Hesseja (nem. Hermann-Hesse-Literaturpreis), ki se od 1957 podeljuje v Karlsruheju; Calwska nagrada Hermanna Hesseja (nem. Calwer Hermann-Hesse-Preis), ki jo od 1990 podeljuje Calwska fundacija Hermanna Hesseja (nem. Calwer Hermann-Hesse-Stiftung) in pa Nagrada Mednarodne družbe Hermanna Hesseja (nem. Preis der Internationalen Hermann Hesse Gesellschaft), ki jo prav tako v Calwu od 2017 podeljuje Mednarodna družba Hermanna Hesseja (nem. Internationale Hermann-Hesse-Gesellschaft).
Z Hessejem se čuti povezanega tudi rock glasbenik Udo Lindenberg. Leta 2008 je pri založbi Suhrkamp objavil izbor Hessejevih besedil z naslovom Mein Hermann Hesse: Ein Lesebuch (v slovenščini Moj Hermann Hesse: čitanka). Njegova leta 2006 v Calwu ustanovljena fundacija Udo-Lindenberg-Stiftung želi mlade tekstopisce in glasbenike z natečaji podpirati in »povezovati pesništvo Hermanna Hesseja z glasbo«. Na vsaki dve leti se podeljujejo nagrade, med njimi posebna nagrada za najboljšo uglasbitev Hessejeve literature. Vsako leto se v Calwu odvija Festival Hermanna Hesseja (nem. Hermann-Hesse-Festival), na katerem nastopajo zmagovalci in Udo Lindenberg.

## Zapuščina in arhivi
Zapuščina Hermanna Hesseja se hrani v sledečih knjižnicah in arhivih:
Nemčija
- Berlin: Stiftung Archiv der Akademie der Künste
- Darmstadt: Hessisches Staatsarchiv
- Düsseldorf: Heinrich-Heine-Institut
- Frankfurt am Main: Universitätsbibliothek Johann Christian Senckenberg
- Marbach: Deutsches Literaturarchiv Marbach (hrani večji del Hessejeve zapuščine)

Švica
- Basel: Öffentliche Bibliothek der Universität
- Bern: Schweizerisches Literaturarchiv (v osnovi pisma za in od Hesseja)
- St. Gallen: Kantonsbibliothek St. Gallen (knjižnica se imenuje tudi Vadiana)
- Solothurn: Zentralbibliothek Solothurn: Hermann-Hesse-Sammlung Rosa Muggli-Isler, Kilchberg (vsebuje posvetilne primerke knjig, privatne natise, slikovni material in korespondenco)
- Zürich: ETH-Bibliothek Zürich (Osrednja knjižnica Zvezne tehnične visoke šole (nem. Eidgenössischen Technischen Hochschule) v Zürichu )

Avstrija
- Wien: Literaturarchiv der Österreichischen Nationalbibliothek, Hermann-Hesse-Sammlung Eleonore Vondenhoff

Arhiv, imenovan Hermann-Hesse-Editionsarchiv v Offenbachu na Majni je skozi več desetletji izgrajeval lektor in mednarodno priznani izdajatelj Hessejevih del Volker Michels, med drugim ob podpori pisateljevega sina Heinerja Hesseja. Čeprav sta Hesseju posvečena fonda v literarnih arhivih v Bernu in Marbachu večja, pa Hermann-Hesse-Editionsarchiv razpolaga z najbolj dostopno in glede uporabnosti najobsežnejšo dokumentacijo o življenju in delu Hermanna Hesseja.
Deutsches Literaturarchiv Marbach ponuja na ogled del Hessejeve zapuščine in sicer na stalni razstavi v okviru Literarnega muzeja moderne (nem. Literaturmuseum der Moderne). Tam se denimo nahajajo rokopisi oziroma tipkopisi Demiana, Stepnega volka, Narcisa in Zlatousta ter Gertrud.
V Hessejevi zapuščini je tudi neobjavljeni, leta 1915 napisani operni libreto za njegovega prijatelja Volkmarja Andreae; libreto se naslanja na nemški prevod Shakspearejeve drame Romeo in Julija, ki ga je priskrbel August Wilhelm Schlegel.

## Odlikovanja in počastitve
Delo Hermanna Hesseja je bilo počaščeno z vrsto literarnih odlikovanj, mednarodnih nagrad in pa z enim častnim doktoratom.
- 1905: Bauernfeld-Preis
- 1928: Mejstrik-Preis der Wiener Schiller-Stiftung
- 1936: Gottfried-Keller-Preis
- 1946: Goethepreis der Stadt Frankfurt am Main – Goethejeva nagrada mesta Frankfurt na Majni
- 1946: Nobelova nagrada za literaturo za njegov celoten opus
- 1947: Častni doktorat univerze Bern
- 1947: Imenovanje za častnega meščana njegovega rojstnega mesta Calw
- 1950: Wilhelm-Raabe-Preis
- 1954: Pour le mérite für Wissenschaften und Künste
- 1955: Friedenspreis des Deutschen Buchhandels – Mirovna nagrada nemškega knjižnega založništva za njegovo delo in recenzije v času nacionalsocializma.[56]
- 1962: Ehrenbürgerrecht der Gemeinde Collina d’Oro - Častna državljanska pravica skupnosti Collina d’Oro, v kateri leži Hessejevo dolgoletno bivališče Montagnola. Priznanje je bilo podeljeno 1. julija 1962, nekaj tednov pred njegovo smrtjo.

Mesto Calw, v katerem se tudi nahaja muzej Hermanna Hesseja (nem. Hermann-Hesse-Museum), je po njem poimenovalo gimnazijo in trg v območju za pešce. Tudi železniška proga proti mestu Weil der Stadt naj bi se po njeni načrtovani reaktivaciji glasila Proga Hermanna Hesseja (nem. Hermann-Hesse-Bahn). V Hessejevem romanu Pod kolesom je namreč več mest, ki se nanašajo na starejšo železniško progo.
Poleg tega obstaja tudi Trg Hermanna Hesseja (nem. Hermann-Hesse-Platz) v Bad Mingolsheimu kot tudi mnoge po njem poimenovane ulice po celotni Nemčiji. Tudi več šol je dobilo ime po njem.
Dne 8. decembra 1998 je bil po njem poimenovan asteroid (9762) Hermannhesse.
Ob 125. obletnici njegovega rojstva, leta 2002, je Nemška pošta izdala priložnostno znamko.

## Hesseju posvečeni muzeji
- Hesse Museum Gaienhofen, Nemčija[58]
- Hermann-Hesse-Haus, Gaienhofen, Nemčija[59]
- Museo Hermann Hesse, Montagnola, Švica[60]
- Hermann-Hesse-Museum v Hessejevem rojstnem mestu Calwu[50]
- Hermann-Hesse-Kabinett v Tübingenu, Nemčija[61][62]

## Dela (izbor)

### Posamične izdaje[Op. 12]
- Romantische Lieder. Pierson, Dresden 1899.
- Eine Stunde hinter Mitternacht. Neun Prosastudien. Diederichs, Leipzig 1899.
- Hinterlassene Schriften und Gedichte von Hermann Lauscher. Reich, Basel 1900.
- Gedichte. Hrsg. und eingeleitet von Carl Busse. Grote, Berlin 1902; Neuausgabe als Jugendgedichte: Grote, Halle 1950.
- Boccaccio. Schuster & Loeffler, Berlin 1904.
- Franz von Assisi. Schuster & Loeffler, Berlin 1904.
- Peter Camenzind. Roman. Fischer, Berlin 1904. (prevedeno v slovenščino: Peter Camenzind)
- Unterm Rad. Roman. Fischer, Berlin 1906. (prevedeno v slovenščino: Pod kolesom)
- Diesseits. Erzählungen. Fischer, Berlin 1907; umgearbeitete und ergänzte Neuausgabe ebd. 1930.
- Nachbarn. Erzählungen. Fischer, Berlin 1908.
- Gertrud. Roman. Langen, München 1910; Neudruck: Suhrkamp, Frankfurt am Main 1955. (prevedeno v slovenščino: Gertrud)
- Umwege. Erzählungen. Fischer, Berlin 1912; ergänzte Neuausgabe als Kleine Welt: ebd. 1933.
- Aus Indien. Aufzeichnungen von einer indischen Reise. Fischer, Berlin 1913.
- Roßhalde. Roman. Fischer, Berlin 1914.
- Am Weg. Erzählungen. Reuß & Itta, Konstanz 1915; Neuausgabe, illustriert von Louis Moilliet: Büchergilde Gutenberg, Zürich 1943.
- Knulp. Drei Geschichten aus dem Leben Knulps. Erzählung. Fischer, Berlin 1915.
- Musik des Einsamen. Neue Gedichte. Salzer, Heilbronn 1915.
- Schön ist die Jugend. Zwei Erzählungen. Fischer, Berlin 1916.
- Demian. Fischer, Berlin 1919. (prevedeno v slovenščino: Demian: zgodba o mladosti Emila Sinclairja)
- Märchen. Fischer, Berlin 1919.
- Klingsors letzter Sommer. Erzählungen. Fischer, Berlin 1920 (vsebuje: Kinderseele, Klein und Wagner und Klingsors letzter Sommer).
- Wanderung. Aufzeichnungen. Mit farbigen Bildern vom Verfasser. Fischer, Berlin 1920.
- Ausgewählte Gedichte S.Fischer, Berlin 1921.
- Siddhartha. Eine indische Dichtung. Fischer, Berlin 1922. (prevedeno v slovenščino: Siddharta)
- Kurgast. Aufzeichnungen von einer Badener Kur. Fischer, Berlin 1925.
- Bilderbuch. Schilderungen. Fischer, Berlin 1926.
- Der Steppenwolf. Roman. Fischer, Berlin 1927. (prevedeno v slovenščino: Stepni volk)
- Die Nürnberger Reise. Fischer, Berlin 1927.
- Betrachtungen. Fischer, Berlin 1928.
- Trost der Nacht. Neue Gedichte. Fischer, Berlin 1929.
- Narziß und Goldmund. Erzählung. Fischer, Berlin 1930. (prevedeno v slovenščino: Narcis in Zlatoust)
- Die Morgenlandfahrt. Erzählung. Fischer, Berlin 1932. (prevedeno v slovenščino: Potovanje v Jutrovo deželo)
- Fabulierbuch. Erzählungen. Fischer, Berlin 1935.
- Stunden im Garten. Eine Idylle. Bermann-Fischer, Wien 1936.
- Gedenkblätter. Fischer, Berlin 1937.
- Neue Gedichte. Fischer, Berlin 1937.
- Die Gedichte. Fretz & Wasmuth, Zürich 1942; ergänzte Neuausgabe: Suhrkamp, Frankfurt am Main 1953.
- Das Glasperlenspiel. Roman. 2 Bände. Fretz & Wasmuth, Zürich 1943 (darin: Stufen). (prevedeno v slovenščino: Igra steklenih biserov)
- Berthold. Ein Romanfragment. Fretz & Wasmuth, Zürich 1945.
- Traumfährte. Neue Erzählungen und Märchen. Fretz & Wasmuth, Zürich 1945.
- Spaziergang in Würzburg. Hrsg. von Franz Xaver Münzel, Privatdruck (Tschudy & Co), St. Gallen (1945).
- Krieg und Frieden. Betrachtungen zu Krieg und Politik seit dem Jahr 1914. Fretz & Wasmuth, Zürich 1946.
- Späte Prosa. Suhrkamp, Berlin 1951.
- Briefe. Suhrkamp, Berlin 1951; Ninon Hesse je pripravila razširjeno izdajo, ki je izšla prav tam 1964.
- Beschwörungen. Späte Prosa –Neue Folge. Suhrkamp, Berlin 1955.
- Die späten Gedichte. Insel, Frankfurt am Main 1963 (Insel-Bücherei, Band 803).
- Prosa aus dem Nachlass. Suhrkamp, Frankfurt am Main 1965 (vsebuje tudi: Freunde).
- Der Vierte Lebenslauf Josef Knechts. Zwei Fassungen. Suhrkamp, Frankfurt am Main 1966 (Bibliothek Suhrkamp, Band 181).
- Die Kunst des Müßiggangs. Kurze Prosa aus dem Nachlass. Suhrkamp, Frankfurt am Main 1973, ISBN 3-518-36600-9.

### Celostne izdaje

#### V nemščini
- Gesammelte Schriften in sieben Bänden. Suhrkamp, Frankfurt am Main 1957; Neuausgabe ebd. 1978, ISBN 3-518-03108-2.
- Gesammelte Werke in zwölf Bänden. Zusammengestellt von Volker Michels. Suhrkamp, Frankfurt am Main 1970 (=Werkausgabe edition suhrkamp); ebd. 1987, ISBN 3-518-38100-8.
- Gesammelte Briefe in vier Bänden. In Zusammenarbeit mit Heiner Hesse hrsg. v. Ursula und Volker Michels. Suhrkamp, Frankfurt am Main 1973–1986; ebd. 1990, ISBN 3-518-09813-6.
- Die Kunst des Müßiggangs. Kurze Prosa aus dem Nachlaß. Hrsg. von Volker Michels, Suhrkamp, Frankfurt am Main 1973.
- Die Märchen. Zusammengestellt von Volker Michels. Suhrkamp, Frankfurt am Main 1975; ebd. 2006, ISBN 3-518-45812-4.
- Volker Michels (Hrsg.): Hermann Hesse: Bäume. Betrachtungen und Gedichte. Mit Fotografien von Imme Techentin. Suhrkamp, Frankfurt am Main 1952; Taschenbuchausgabe: Insel, Frankfurt am Main 1984, ISBN 3-458-32155-1.
- Volker Michels (Hrsg.): Hermann Hesse: Musik. Betrachtungen, Gedichte, Rezensionen und Briefe. Mit einem Essay von Hermann Kasack (Hermann Hesses Verhältnis zur Musik). Suhrkamp, Frankfurt am Main 1976. (erweiterte Auflage. Suhrkamp, Frankfurt am Main 1986, ISBN 3-518-37717-5)
- Die Gedichte 1892–1962. 2 Bände. Neu eingerichtet und um Gedichte aus dem Nachlass erweitert von Volker Michels. Suhrkamp, Frankfurt am Main 1977, ISBN 3-518-36881-8 (= st 381).
  - Neuausgabe in einem Band: Suhrkamp, Frankfurt am Main 1992, ISBN 3-518-40455-5.
  - Auch als: Die Gedichte. Insel, Frankfurt am Main 2001, ISBN 3-458-34462-4 (= it 2762).
- Gesammelte Erzählungen. 4 Bände. Zusammengestellt von Volker Michels. Suhrkamp, Frankfurt 1977. (Suhrkamp, Frankfurt 1982, ISBN 3-518-03134-1)
- Sämtliche Werke. 20 Bände und 1 Registerband. Hrsg. v. Volker Michels. Suhrkamp, Frankfurt 2001–2007, ISBN 978-3-518-41100-1.
- Chris Walton, Martin Germann (Hrsg.): Hermann Hesse und Othmar Schoeck, der Briefwechsel. (= Schwyzer Hefte. Band 105). Kulturkommission Kanton Schwyz, Schwyz 2016, ISBN 978-3-909102-67-9.
- Die Briefe. 10 Bände (geplant). Hrsg. v. Volker Michels. Suhrkamp, Berlin 2012 ff.
  - Band 1: 1881–1904. ISBN 978-3-518-42309-7.
  - Band 2: 1905–1915. ISBN 978-3-518-42408-7.
  - Band 3: 1916–1923. ISBN 978-3-518-42458-2.
  - Band 4: 1924–1932. ISBN 978-3-518-42566-4.
  - Band 5: 1933–1939. ISBN 978-3-518-42810-8.

#### V slovenščini
V slovenščini je do sedaj izšla samo ena zbirka pisateljevih del in sicer Hermann Hesse: Izbrana dela, 1979, Cankarjeva založba. Zbirka sestoji iz sledečih naslovov:
- Umetnost razmišljanja (prevedel Franc Šrimpf, gre za zbirko esejev)
- Stepni volk (prevedel Janez Gradišnik)
- Gertrud (prevedla Lučka Jenčič-Kandus, knjiga vsebuje še uvod o življenju in delu Hermanna Hesseja, ki ga je napisala Katarina Bogataj)
- Siddharta. Pravljice (prevedel Jaro Novak)
- Igra steklenih biserov (prevedel Jože Udovič, knjiga je razdeljena na 2 zvezka)
- Pod kolesom. Klein in Wagner (prevedla Stanka Rendla)

Od pomembnejših del, ki jih ta zbirka ne vsebuje, so pa prevedena v slovenščino, velja omeniti Petra Camenzinda, Demiana, Narcisa in Zlatousta ter Potovanje v Jutrovo deželo.

### Filmske upodobitve
- Die Heimkehr (2012), slovensko Vrnitev domov, nemško-avstrijski televizijski film, ki temelji na istoimenski pripovedi.

### Uglasbitve pesmi (izbor)
- Walther Aeschbacher: Die Nacht. Kantate für Sopran und Alt-Solo, Frauenchor und Streichorchester, unter teilweiser Benutzung eines Gedichtes von HH. Selbstverlag, Basel 1953.
- Volkmar Andreae: Vier Gedichte von HH. für eine (m.) St. mit Kl.begleitung. Op. 23. Hug, Zürich 1912 (Uraufgeführt 1913 von Ilona Durigo in Zürich).
- Lydia Barblan-Opienska: Bitte. Für männliche Stimme und Klavier. E. Barblan, Lausanne o. J.
- Waldemar von Baußnern: Der Pilger. Für vierstimmigen Männerchor und Orgel. Westdeutscher Chorverlag, Heidelberg 1927.
- Alfred Böckmann: Mondaufgang. Für vierstg. Männerchor. Thüringer Volksverlag, Weimar 1953 (= Neues Chorlied. 35 M.).
- Gerhard Bohner: Herbst. Für vierstimmigen (gem.) Chor. Möseler, Wolffenbüttel 1958 (= Chorblatt-Reihe. Lose Blätter. Nr. 602).
- Cesar Bresgen: Wanderschaft für 3-stimmigen Chor (1959).
- Gottfried von Einem: Liederzyklus op. 43.
- Jürg Hanselmann: Liederkreis für Tenor und Klavier (2011), In Sand geschrieben, Kantate für Soli, Chor und Orchester (2011).
- Bertold Hummel: 6 Lieder nach Gedichten von Hermann Hesse für mittlere Stimme und Klavier op. 71a (1978) bertoldhummel.de.
  - Kopflos Ein Liederzyklus nach skurrilen Gedichten von Hermann Hesse für mittlere Stimme und Klavier, op. 108 (2002) bertoldhummel.de.
- Theophil Laitenberger: Sechs Lieder zu Gedichten von Hermann Hesse für Tenor/Bariton und Klavier (1922–1924): Frühlingstag / Enzianblüte / Wie der stöhnende Wind / Weiße Rose in der Dämmerung / Elegie im September / Assistono diversi santi.
- Casimir von Pászthory: 6 Lieder nach Hesse für hohe oder mittlere Stimme und Klavier.
- Günter Raphael: 8 Gedichte op. 72 für hohe Stimme und Orchester.
- Philippine Schick: Der Einsame an Gott. Op. 17. Kantate für dramatischen Sopran, lyrischen Bariton, dreistimmigen Frauenchor, Streichorchester und Klavier. Kahut, Leipzig 1929.
- Othmar Schoeck: Vertonung von 2 Dutzend Gedichten, darunter Vier Gedichte op. 8 und Zehn Lieder op. 44.
- Richard Strauss: Vier letzte Lieder (davon drei Lieder nach Gedichten von Hesse) (1948)
- Sándor Veress: Das Glasklängespiel für gemischten Chor und Kammerorchester (1978)
- Werner Wehrli: Fünf Gesänge op. 23
- Justus Hermann Wetzel: Fünfzehn Gedichte op. 11

### Leksikalna dela
- Ursula Apel (Hrsg.): Hermann Hesse: Personen und Schlüsselfiguren in seinem Leben. Ein alphabetisches annotiertes Namensverzeichnis mit sämtlichen Fundstellen in seinen Werken und Briefen. 3 Bände (3 zvezki). Saur, München 1989/93, ISBN 3-598-10841-9.
- Gunnar Decker: Der Zauber des Anfangs. Das kleine Hesse-Lexikon. Aufbau, Berlin 2007, ISBN 978-3-7466-2346-7.

### Knjige o življenju in delu
- Gunnar Decker: Hermann Hesse. Der Wanderer und sein Schatten. Biographie. Carl Hanser, München 2012, ISBN 978-3-446-23879-4.
- Eva Eberwein, Ferdinand Graf von Luckner (Fotografien): Der Garten von Hermann Hesse. Von der Wiederentdeckung einer verlorenen Welt. DVA, Stuttgart 2016, ISBN 978-3-421-04034-3.
- Helga Esselborn-Krumbiegel: Hermann Hesse. Reihe: Literaturwissen für Schule und Studium, Reclam Universalbibliothek Nr. 15208, Stuttgart 1996, ISBN 3-15-015208-9.
- Ralph Freedman: Hermann Hesse – Autor der Krisis. Eine Biographie. Suhrkamp, Frankfurt am Main 1982 oziroma 1991, ISBN 3-518-38327-2.
- Detlef Haberland, Géza Horváth (Hrsg.): Hermann Hesse und die Moderne. Diskurse zwischen Ästhetik, Ethik und Politik. Praesens, Wien 2013, ISBN 978-3-7069-0760-6.
- Reso Karalaschwili: Hermann Hesse – Charakter und Weltbild. Studien. Suhrkamp, Frankfurt am Main 1993, ISBN 3-518-38656-5.
- Thomas Lang: Immer nach Hause. Roman [o Hessejevem zakonu z Mio Bernoulli]. Berlin Verlag, München/Berlin 2016, ISBN 978-3-8270-1333-0.
- Michael Limberg: Hermann Hesse. Leben, Werk, Wirkung. Suhrkamp, Frankfurt am Main 2005, ISBN 3-518-18201-3.
- Volker Michels (Hrsg.): Über Hermann Hesse. 2 Bände (2 zvezka). Suhrkamp, Frankfurt am Main 1976/77, ISBN 3-518-06831-8 und ISBN 3-518-06832-6.
- Eike Middell: Hermann Hesse. Die Bilderwelt seines Lebens. Reclam, Leipzig 1972; 5. A. ebd. 1990, ISBN 3-379-00603-3.
- Joseph Mileck: Hermann Hesse – Dichter, Sucher, Bekenner. Eine Biographie. Bertelsmann, München 1979; Suhrkamp, Frankfurt am Main 1987, ISBN 3-518-37857-0.
- Alois Prinz: „Und jedem Anfang wohnt ein Zauber inne“. Die Lebensgeschichte des Hermann Hesse. Suhrkamp, Frankfurt am Main 2006, ISBN 3-518-45742-X.
- Bärbel Reetz: Hesses Frauen. Insel, Berlin 2012, ISBN 978-3-458-35824-4.
- Ernst Rose: Hesse, Hermann. V: Neue Deutsche Biographie (NDB). Band 9 (zvezek 9), Duncker & Humblot, Berlin 1972, ISBN 3-428-00190-7, str. 17–20 (Digitalisat).
- Hans-Jürgen Schmelzer: Auf der Fährte des Steppenwolfs. Hermann Hesses Herkunft, Leben und Werk. Hohenheim, Stuttgart 2002, ISBN 3-89850-070-5.
- Christian Immo Schneider: Hermann Hesse. Beck, München 1991, ISBN 3-406-33167-X.
- Herbert Schnierle-Lutz: Auf den Spuren von Hermann Hesse. Calw, Maulbronn, Tübingen, Basel, Gaienhofen, Bern und Montagnola. Insel, Berlin 2017, ISBN 978-3-458-36154-1.
- Heimo Schwilk: Hermann Hesse. Das Leben des Glasperlenspielers. Piper, München 2012, ISBN 978-3-492-05302-0.
- Sikander Singh: Hermann Hesse. Reclam, Stuttgart 2006, ISBN 3-15-017661-1.
- Siegfried Unseld: Hermann Hesse. Werk und Wirkungsgeschichte. Insel, Frankfurt am Main 1987, ISBN 3-458-32812-2.
- Klaus Walther: Hermann Hesse. DTV, München 2002, ISBN 3-423-31062-6.
- Volker Wehdeking: Hermann Hesse. Tectum Verlag, Marburg 2014, ISBN 978-3-8288-3119-3.
- Carlo Zanda: Hermann Hesse, seine Welt im Tessin. Freunde, Zeitgenossen und Weggefährten. Izvirni naslov: Un bel posticino; iz italijanščine prevedla Gabriela Zehnder. – Limmat Verlag, Zürich 2014.
- Bernhard Zeller: Hermann Hesse. Neuausgabe. Rowohlt Taschenbuch, Reinbek 2005, ISBN 3-499-50676-9.
- Albert M.Debrunner: Hermann Hesse in Basel. Literarische Spaziergänge durch Basel. Orell Füssli Verlag 2011, ISBN 978-3-7193-1571-9.
- Martin Pfeifer: Hermann Hesse. In: Hartmut Steinecke (Hrsg.): Deutsche Dichter des 20. Jahrhunderts. Erich Schmidt Verlag, 1994, ISBN 3-503-03073-5, str. 175 in sl. (books.google.de)
- Helmut Oberst: Hermann Hesse kennen lernen. Leben und Werk. Schulwerkstatt-Verlag, Karlsruhe 2019, ISBN 978-3-940257-26-0.

## Filmski dokumentarci
- Hermann Hesse – Sein erstes Paradies. Filmski dokumentarec, ki ga je ustvaril Hardy Seer. Seerose Filmproduktion, Füssen 2012, ISBN 978-3-929371-24-6. Dokumentarec o Hessejevi prvi lastni hiši v Gaienhofnu am Bodensee in njegovem življenju od 1904 do 1912. Sodelavci in intervjuvanci: Simon Hesse (pisateljev vnuk), Alois Prinz (pisatelj in Hessejev življenjepisec), Eva Eberwein (diplomirana biologinja in lastnica hiše Hermanna Hesseja), Ruediger Dahlke (psihoterapevt, zdravnik in avtor), Ute Hübner (vodja muzeja Hermann-Hesse-Höri-Museums v Gaienhofnu), Volker Michels (vodja Hesse-Editionsarchiva).
- Hermann Hesse – Der Weg nach innen. Dokumentarec, ki ga je ustvaril Andreas Christoph Schmidt. Schmidt und Paetzel, Berlin 2012. Filmski portret ob 50. obletnici pisateljeve smrti. Nastopajoči intervjuvanci so Volker Michels (vodja Hesse-Editionsarchiva), pisatelj Adolf Muschg, Silver Hesse (vnuk Hermanna Hesseja), Heimo Schwilk (Hessejev biograf) in ameriški profesor književnosti Theodore Ziolkowski.
- Hermann Hesse Superstar – Dokumentation. Dokumentarec, Andreas Ammer, ARD, 3. Mai 2012.